# Pieter Baas
Pieter Baas (Wieringermeer, 28 april 1944 – 29 april 2024) was een Nederlands botanicus.

## Opleiding
Nadat hij de mulo en de hbs-b had afgerond, begon hij in 1962 met de studie biologie aan de Rijksuniversiteit Leiden. Hier en op het Jodrell Laboratory van de Royal Botanic Gardens, Kew bij C.R. Metcalfe specialiseerde hij zich in de systematische en ecologische houtanatomie. In 1969 werd hij door Cornelis van Steenis bij het Rijksherbarium aangenomen om zich bezig te houden met systematische houtanatomie. Op 18 juni 1975 promoveerde hij cum laude op het proefschrift Comparative anatomy of Ilex, Nemopanthus, Sphenostemon, Phelline, and Oncotheca.

## International Association of Wood Anatomists
In 1975 werd hij gekozen tot uitvoerend scretaris van de International Association of Wood Anatomists (IAWA) en werd hij redacteur van IAWA Bulletin. Hij organiseerde tientallen congressen en symposia namens de IAWA op alle continenten, en transformeerde IAWA Bulletin tot IAWA Journal.

## Hoogleraar
In 1988 werd hij aangesteld als hoogleraar aan de Rijksuniversiteit Leiden. Van 1988 tot 1991 was hij hoogleraar systematische plantenanatomie. In 1991 werd hij benoemd tot hoogleraar-directeur van het Rijksherbarium als opvolger van Kees Kalkman. Als hoogleraar gaf hij vanaf 1991 colleges systematische plantkunde. Onder zijn leiding kwam in 1999 het Nationaal Herbarium Nederland als samenwerkingsverband van de herbaria van de universiteiten van Leiden (Rijksherbarium), Utrecht (Botanisch Museum en Herbarium) en Wageningen (Herbarium Vadense) tot stand. Hij werd de wetenschappelijk directeur van het Nationaal Herbarium Nederland. In 2005 trad hij terug als hoogleraar-directeur en werd opgevolgd door Erik Smets.

## Functies en waardering
In 2003 kreeg Baas de Linnean Medal van de Linnean Society of London vanwege zijn verdiensten voor de wetenschap. In 2005 werd hij benoemd tot Ridder in de Orde van de Nederlandse Leeuw. Hij was lid van de Koninklijke Nederlandse Akademie van Wetenschappen (KNAW). Ook was hij lid van de Linnean Society of London en corresponderend lid van de Botanical Society of America. De IAWA en de Indian Association of Plant Taxonomists verleenden hem erelidmaatschappen. Vanaf mei 2005 was hij voorzitter van de Stichting Nationale Plantencollectie als opvolger van Koen Verhoeff die deze positie ruim 18 jaar bekleedde. In 1989 organiseerde hij het eerste Flora Malesiana Congres in Leiden. De fossiele vormgenera Baasia en Baasoxylon werden naar hem vernoemd door paleobotanische collega's.

## Privé
In zijn vrije tijd was Baas actief als koorzanger, onder meer bij het Residentie Bachkoor en het Leiderdorps Kamerkoor. Van dat laatste koor nam hij in maart 2011, na een lidmaatschap van ruim 33 jaar, afscheid. Daarnaast was Baas lid bij Sociëteit De Witte.
Pieter Baas overleed op 29 april 2024 op 80-jarige leeftijd.